# Goßler (Adelsgeschlecht)

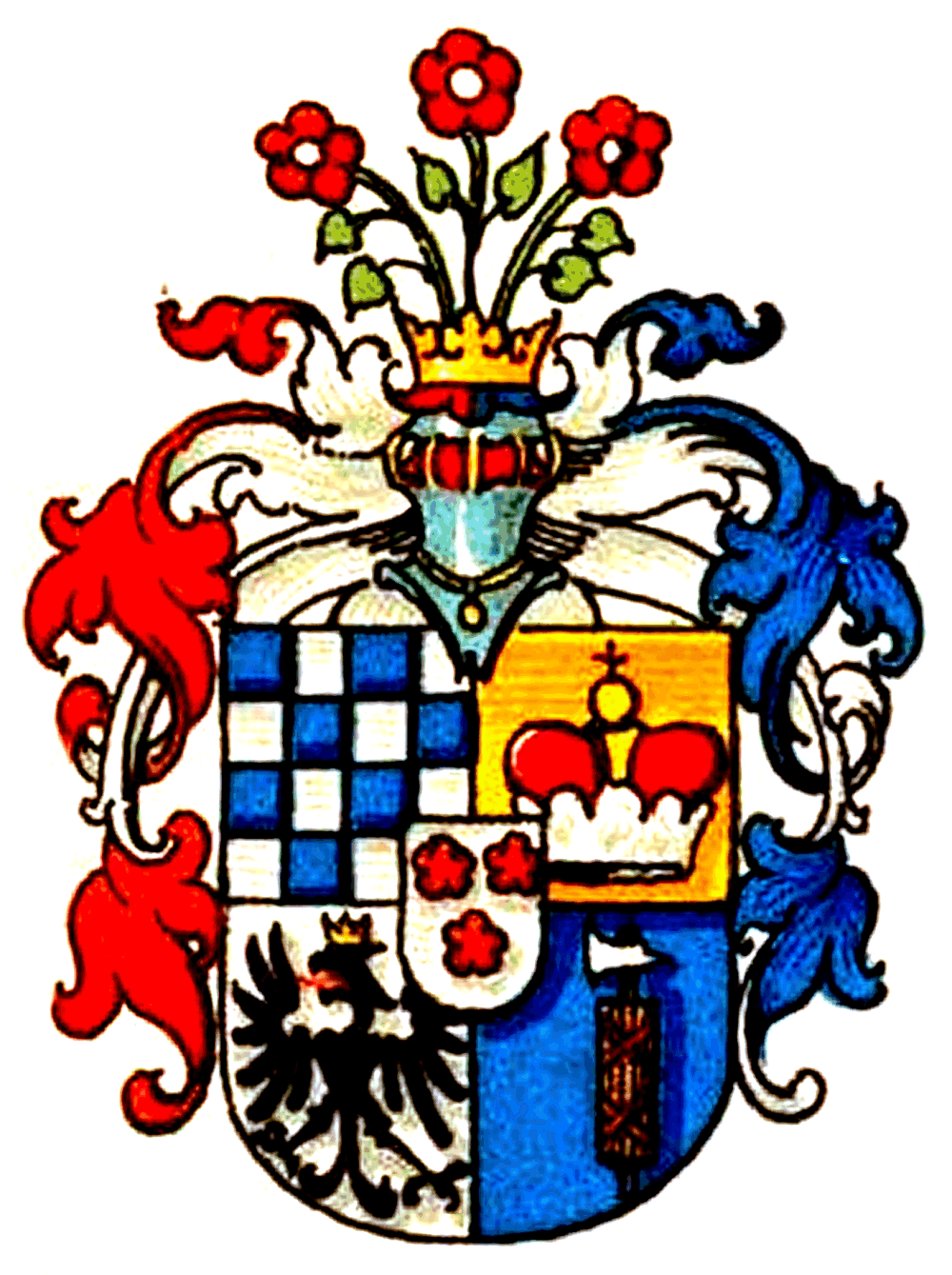
Wappen derer von Goßler

Goßler, auch Gossler, ist der Name einer Familie, welche vermutlich aus dem Dorf Gosel im Egerland stammt, und ab 1813 ein Adelsgeschlecht darstellte.

## Geschichte
Die nachgewiesene Stammreihe beginnt mit Johann Goßler († vor 1. September 1638). Dieser war Besitzer eines vom Burggrafenamt in Eger zu Lehen gehenden Hofes in Wildenau bei Asch. Sein Sohn Hans Goßler erwarb zwischen 1610 und 1631 Grundbesitz in Gürth (heute Ortsteil von Bad Brambach) im Vogtland und wurde Amtsrichter des Amtes Voigtsberg. Dessen Enkel Christoph Goßler (1689–1750) kam schließlich nach Magdeburg.
Der preußische Kriegs- und Domänenrat Christoph Goßler (1723–1791) und Dorothee Katharina Neumann (1731–1800) hatten u. a. Christoph Goßler, Wilhelm Christian Goßler (Vater von Friedrich Franz Theodor Goßler und Hermann Joseph Goßler), August Wilhelm Goßler und Conrad Christian Goßler als Kinder. Conrad Christian Goßler wurde 1813 geadelt und war Vater von Gustav Albert von Goßler, Karl Gustav von Goßler, Eugen von Goßler und Clara von Goßler.
Gustav Albert von Goßler war u. a. Vater von Karl Ferdinand Konrad von Goßler und Martin Gustav Wilhelm von Goßler.
Karl Gustav von Goßler war u. a. Vater von Gustav Konrad Heinrich von Goßler, Heinrich Wilhelm Martin von Goßler, Konrad Ernst von Goßler und Albert Theodor Wilhelm von Goßler.
Eugen von Goßler war u. a. Vater von Karl Max Eugen Alfred von Goßler.

## Adelserhebung
Die Erhebung in den westphälischen Adelsstand erfolgte am 27. Februar 1813 mit Diplom vom 10. Juli 1813 in Napoleonshöhe für Conrad Christian Goßler. Die preußische Adelsanerkennung folgte am 6. Februar 1816.

## Wappen
Das quadrierte Wappen ist belegt mit Mittelschild, darin in Silber drei rote (2:1 oder 1:2) Rosen, Feld 1 von Silber und Blau geschacht, 2 in Gold ein mit Hermelin aufgeschlagener roter Fürstenhut, 3 in Silber gekrönter schwarzer Adler, 4 in Gold ein Bündel Fasces, in dem ein die Schneide einwärtskehrendes silbernes Beil steckt. Auf dem Helm mit rechts rot-silbernen, links blau-silbernen Decken drei rote Rosen an grün beblätterten Stängeln.

## Bekannte Familienmitglieder

### Vater des Stammvaters des Adelsgeschlechts
- Christoph Goßler (1723–1791), preußischer Kauf- und Handelsherr, Seidenmanufakturbesitzer, preußischer Kriegs- und Domänenrat, Besitzer von Gut Königsborn und Wahlitz ⚭ Dorothea Christiane Jähne (1731–1800)

### Brüder und deren Nachfahren des Stammvaters des Adelsgeschlechts
- Christoph Goßler (1752–1817), preußischer Geheimer Justizrat, Oberrevisions- und Kammergerichtsrat, Autor[2]
- Wilhelm Christian Goßler (1755–1835), preußischer Geheimer Regierungs- und Justizrat
  - Friedrich Franz Theodor Goßler (1800–1856), Assessor am Kammergericht Berlin und Hamm, später Franziskaner und Autor von theologischen Schriften
  - Hermann Joseph Goßler († 1853), preußischer Oberlandesgerichtsrat
- August Wilhelm Goßler (1757–1825), preußischer Tribunalrat

### Stammvater des Adelsgeschlechts
- Conrad Christian Goßler, ab 1813 von Goßler (1769–1842), Generalstaatsanwalt und Wirklicher Geheimer Oberjustizrat

### I. Linie des Adelsgeschlechts
- Gustav Albert von Goßler (1807–1869), Verwaltungsjurist, Wirklicher Geheimer Rat und Staatsminister
  - Karl Ferdinand Konrad von Goßler (1841–1900), preußischer Rittergutsbesitzer und Landrat
    - Konrad von Goßler (1881–1939), deutscher General der Kavallerie

  - Martin Gustav Wilhelm von Goßler (1843–1898), preußischer Generalleutnant

### II. Linie des Adelsgeschlechts
- Karl Gustav von Goßler (1810–1885), Jurist und Kanzler des Königreichs Preußen
  - Gustav Konrad Heinrich von Goßler (1838–1902), preußischer Staats- und Kultusminister, Oberpräsident der Provinz Westpreußen
    - Wilhelm Gustav von Goßler (1883–1945), Autor und Landrat des Kreises Naugard

  - Heinrich Wilhelm Martin von Goßler (1841–1927), preußischer General der Infanterie, Staats- und Kriegsminister
    - Eugen von Goßler (1885–1962), preußischer Hauptmann, Dichter und befreundet u. a. mit Else Lasker-Schüler

  - Konrad Ernst von Goßler (1848–1933), preußischer General der Infanterie und Gouverneur der Festung Mainz
  - Albert Theodor Wilhelm von Goßler (1850–1928), preußischer Generalleutnant

### III. Linie des Adelsgeschlechts
- Eugen von Goßler (1823–1892), preußischer Rittergutsbesitzer, Landrat, Abgeordneter und Geheimer Regierungsrat
  - Karl Max Eugen Alfred von Goßler (1867–1946), preußischer Rittergutsbesitzer, Landrat und Politiker

### Weibliche Linie des Adelsgeschlechts
- Clara von Goßler (1827–1864), Komponistin, Tochter des Stammvaters Conrad Christian Goßler